# Ponětovice
Ponětovice är en ort i Tjeckien.   Den ligger i regionen Södra Mähren, i den sydöstra delen av landet, 200 km sydost om huvudstaden Prag. Ponětovice ligger 221 meter över havet och antalet invånare är 314.
Terrängen runt Ponětovice är huvudsakligen platt, men norrut är den kuperad.Runt Ponětovice är det ganska tätbefolkat, med 172 invånare per kvadratkilometer. Närmaste större samhälle är Brno, 10,9 km väster om Ponětovice. Trakten runt Ponětovice består till största delen av jordbruksmark.